# Sodorideg
Nagyon vékony, hosszú lefutású agyideg, amely egyetlen szemizmot idegez be mozgatóan.

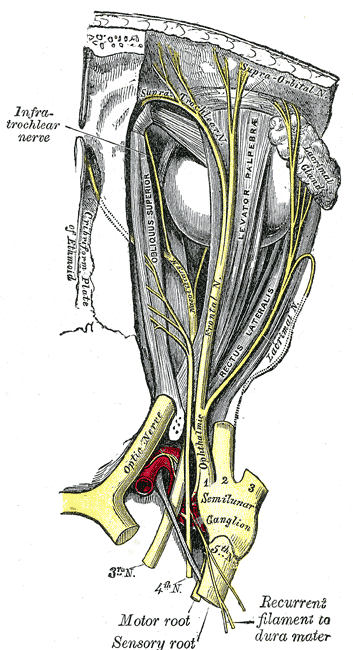
Nervus opticus, oculomotorius, trochlearis, ophtalmicus.

A sodorideg (nervus trochlearis) tisztán motoros ideg. A sodorideg magja (nucleus nervi trochlearis) annak a szürkeállománynak az elülső részében helyezkedik el, amely körbeveszi az Sylvius-csatornát a  középagyban. A közös szemmozgató ideg (nervus oculomotorius) magja alatt, az alsó ikertestek szintjében van. Az idegrostok, miután a magból kiléptek, hátrafelé futva, központi szürkeállományt megkerülve érik el a középagy (mesencephalon) hátsó felszínét. A trochlearis mag rostokat kap mindkét oldali agyféltekéből. Rostok kötik össze a látókéreggel a felső ikertesteken keresztül. Rostokat kap a belső hosszanti kötegből (fasciculus longitudinalis medialis) is, amelyek összekötik a harmadik, a hatodik és a nyolcadik agyideg magjaival.

## A nervus trochlearis lefutása
A sodorideg a legvékonyabb agyideg, és az egyedüli, amelyik az agytörzs hátsó oldalán lép ki. A  középagyból (mesencephalon) kilépve a kétoldali ideg azonnal kölcsönösen átkereszteződik az ellenoldalival. A sodorideg előre fut a középső koponyagödörben a (sinus cavernosus) oldalsó falában. a szemüregbe a felső szemgödri hasadékon keresztül lép be. Az ideg beidegzi a szemgolyó (bulbus oculi) felső ferde izmát  (musculus obliquus superior). A sodorideg tisztán motoros, és a beidegzett izomra hatva, a szem lefelé és lateralis irányba való elmozdulásában játszik szerepet.